# Sławomir Zawadzki
Sławomir Wojciech Zawadzki (ur. 1964) – polski ekonomista i inżynier. Podsekretarz Stanu w Urzędzie Komitetu Integracji Europejskiej (1997–1998).

## Życiorys
Absolwent Wydziału Mechanicznego Energetyki i Lotnictwa Politechniki Warszawskiej. Ukończył również studia doktoranckie w dziedzinie ekonomii w Kolegium Zarządzania i Finansów Szkoły Głównej Handlowej, a także studia MBA Wydziału Zarządzania Biznesem w Uniwersytecie Wisconsin (USA). W latach 1995–1996 był stypendystą Kongresu Stanów Zjednoczonych w ramach East Central European Scholarship Program (ECESP) administrowanego przez Uniwersytet Georgetown (Waszyngton, USA).
W latach 1997–1998 jako Podsekretarz Stanu w Urzędzie Komitetu Integracji Europejskiej nadzorował fundusze Unii Europejskiej i pomoc zagraniczną dla Polski. 
W latach 2003–2006 Dyrektor Biura Inwestycji w Urzędzie Miasta Stołecznego Warszawy. 
Przez wiele lat związany z sektorem finansowym. Kierował Zespołem ds. Współpracy z Zagranicznymi Instytucjami Finansowymi w PKO BP. W latach 1998–2001 był wiceprezesem ds. finansowych Banku Pocztowego. W latach 2007–2011 był doradcą prezesa Narodowego Banku Polskiego, wiceprzewodniczącym Komisji Budżetowej NBP, członkiem Rady Bankowego Funduszu Gwarancyjnego. W 2016 pełnił obowiązki prezesa Banku Ochrony Środowiska. W latach 2016–2018 Prezes Banku Pocztowego. 
W czasach studenckich działacz Niezależnego Zrzeszenia Studentów (NSZ).

## Nagrody i odznaczenia
- 2024 – Krzyż Wolności i Solidarności[4]
- 2022 – Krzyż Oficerski Orderu Odrodzenia Polski[5]
- 2010 – Złoty Krzyż Zasługi[6][3];
- 2017 – Nominacja do nagrody „Bankowy Menedżer Roku 2017”[7].